# جورج هيرنانديز
جورج هيرنانديز (بالإنجليزية: George Hernandez)‏ هو ممثل أمريكي، ولد في 6 يونيو 1863 في بليسرفيل في الولايات المتحدة، وتوفي في 31 ديسمبر 1922 في لوس أنجلوس في الولايات المتحدة.

## وصلات خارجية
- جورج هيرنانديز على موقع IMDb (الإنجليزية)
- جورج هيرنانديز على موقع أول موفي (الإنجليزية)
- جورج هيرنانديز على موقع قاعدة بيانات الفيلم (الإنجليزية)